# Перьехвостый кускус
Перьехвостый кускус (лат. Distoechurus pennatus) — малоизученный новогвинейский вид, населяющий горные леса на высотах до 2 000 м над уровнем моря.
Длина его тела — 10—12 см, хвоста — 12—15 см. Взрослый самец весит до 53 г, самка мельче. Волосяной покров густой и мягкий; общий окрас тела рыжеватый с серым оттенком, на животе — белый. В отличие от однотонного тела голова выглядит ярко: морда белая с двумя широкими тёмно-коричневыми или чёрными полосами, которые проходят через глаза между ушами к макушке. Основание хвоста опушено, сам хвост голый, если не считать гребней длинных жестких волос. Кончик хвоста хватательный. Планирующая перепонка отсутствует. Глаза большие; уши маленькие и голые, их ширина больше, чем высота. Когти острые и изогнутые. Пальцы с расширенными подушечками на концевых фалангах; самый длинный палец на передних конечностях — IV.
Экология вида почти не изучена. Перьехвостый кускус водится на деревьях, активен ночью. Питается преимущественно насекомыми. В помёте, видимо, 1 детёныш.